# Atalia di Giuda
Atalia di Giuda (... – Gerusalemme, 837 a.C.) fu regina di Giuda dall'842 a.C. all'837 a.C.

## Biografia
Atalia (in ebraico = Dio è grande) era figlia di Acab, re d'Israele, della dinastia degli Omridi (in alcuni passi della Bibbia la si chiama "figlia di Omri", che potrebbe significare che era sua discendente, oppure che Acab, figlio di Omri, non era padre bensì fratello di Atalia). Sposò Ioram, re di Giuda, siglando una pace fra i due regni rivali.
Mentre Ioram rimase fedele al culto dell'unico Dio, Atalia era seguace del dio fenicio Baal, così come suo padre. Alla morte di Ioram, sul trono di Gerusalemme salì suo figlio Acazia, il quale regnò per un anno. Acazia si recò a far visita a suo cugino Ioram, re d'Israele, e ivi cadde vittima del colpo di stato condotto dal generale Jehu, il quale sterminò la casata degli Omridi (di cui Acazia, per parte di madre, faceva parte) e si incoronò re al posto di Ioram.
Atalia allora fece assassinare i restanti figli del suo defunto sposo, per assicurarsi il potere sul regno di Giuda. Ma la sua cognata Josheba riuscì a mettere in salvo un bambino di nome Ioas, che fu cresciuto dal sacerdote Ioiadà. Sei anni più tardi, Ioiada si accordò con i capi del popolo e il fanciullo fu incoronato re di Giuda nel tempio. Atalia si precipitò nel tempio con le guardie gridando al tradimento, ma di fronte al nuovo re nessuno le obbedì più. Il sacerdote ordinò di non ucciderla, per non contaminare il tempio con il suo sangue. Ad Atalia non restò che cercare di fuggire verso il palazzo, ma fu inseguita e uccisa presso la "Porta dei cavalli". Dopo la sua morte fu ucciso anche il sacerdote di Baal e furono distrutti i templi degli dei stranieri.

## In letteratura
Jean Racine s'ispirò a lei per la sua tragedia intitolata "Athalie" (1691).